# Goryphus braunsii
Goryphus braunsii là một loài tò vò trong họ Ichneumonidae.